# Katastrofa samolotu Bombardier Challenger 604 (2018)
Katastrofa samolotu Bombardier Challenger 604 – wypadek lotniczy samolotu Bombardier Challenger 604, należącego do linii lotniczych Holding Başaran, do którego doszło 11 marca 2018 w Szahr-e Kord w Iranie. W wyniku wypadku śmierć poniosło 11 osób (8 pasażerów i 3 członków załogi) – wszystkie osoby, które znajdowały się na pokładzie.

## Wypadek

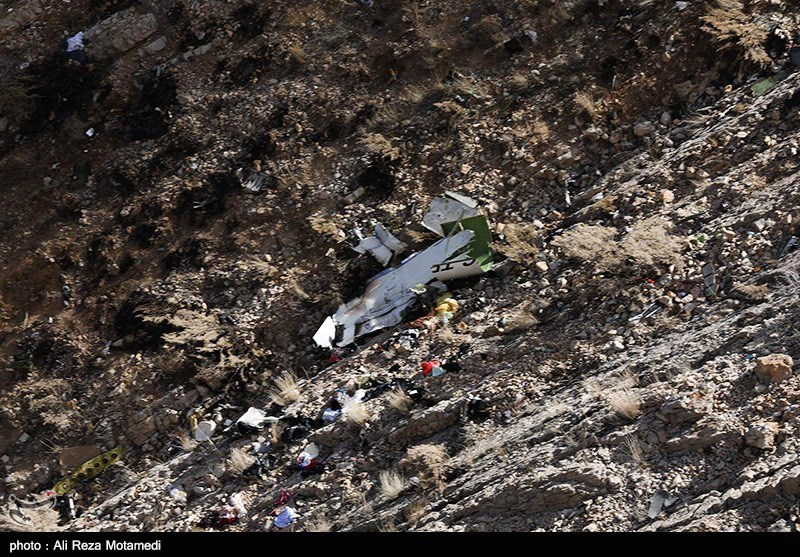
Miejsce katastrofy

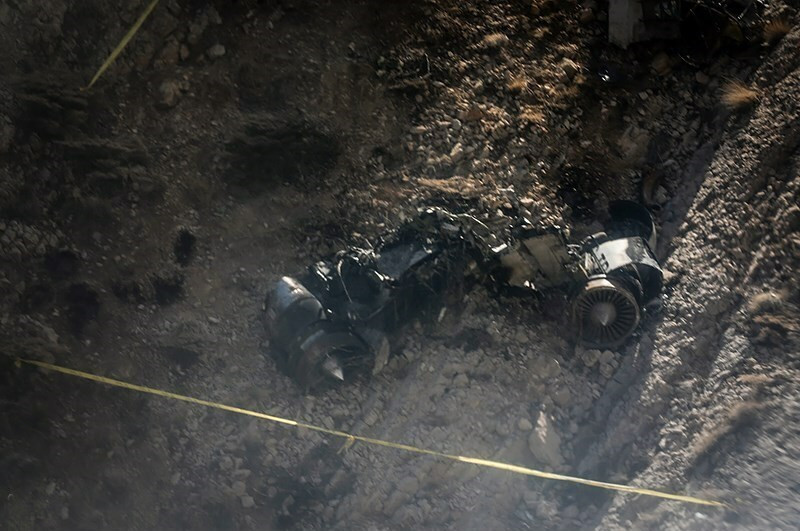
Szczątki Bombardiera

Załoga samolotu zgłosiła problemy techniczne i poprosiła kontrolę ruchu lotniczego o zgodę na zejście na niższą wysokość. Odrzutowiec zaczął się wznosić, po czym gwałtownie stracił wysokość i uderzył w góry Zagros w pobliżu Szahr-e Kord.
Irańskie zespoły poszukiwawczo-ratownicze odnalazły ciała dziesięciu ofiar.

## Ofiary

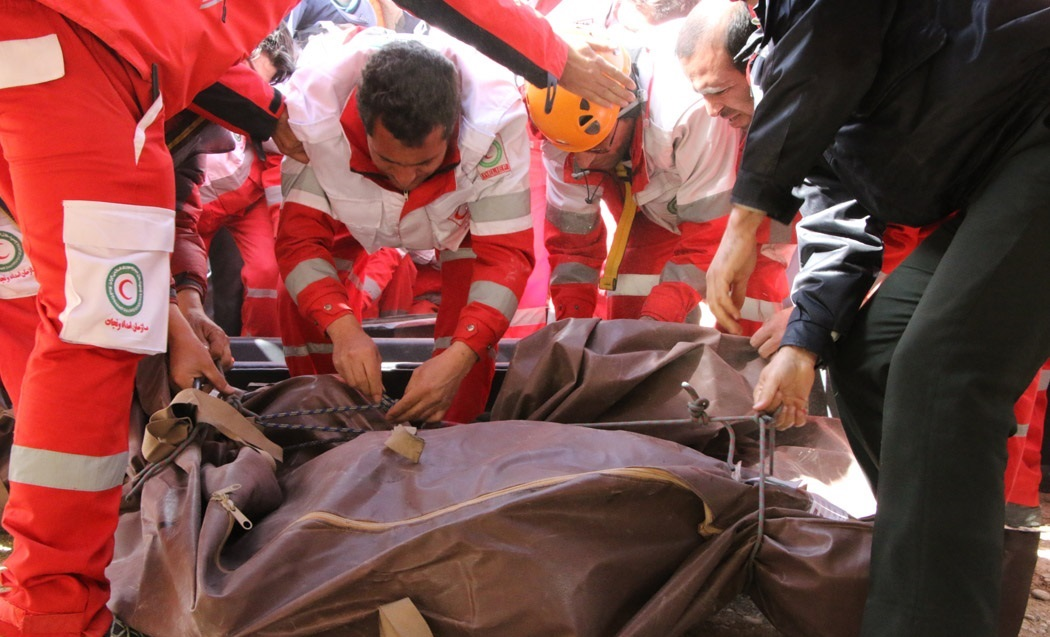
Prowadzone działania poszukiwawczo-ratownicze na miejscu zdarzenia

Samolotem podróżowała grupa ośmiu przyjaciół wracających z wieczoru panieńskiego w Dubaju. Wśród nich była Mina Başaran, córka szefa Başaran Holding.
Co najmniej jedna z ofiar była w ciąży.
Irańska Organizacja Medycyna Prawnej stwierdziła, że wśród odnalezionych ciał nie było szczątków kapitana.

## Dochodzenie
Na miejscu odnaleziono zarówno rejestrator parametrów lotu, jak i rejestrator rozmów w kokpicie, które poddano analizie.
We wrześniu 2018 r. Komisja ds. Badania Wypadków Lotniczych irańskiego urzędu lotnictwa cywilnego opublikowała wstępny raport wskazujący, że na krótko przed osiągnięciem wysokości przelotowej ujawniła się rozbieżność między wskazaniami prędkości lotu pokazanymi obu pilotom, przy czym jeden wskazywał na przekroczenie prędkości.
W marcu 2020 r. AAIB opublikowało swój raport końcowy, w którym stwierdził, że wypadek był spowodowany niewystarczającym przeszkoleniem załogi w zakresie nieprawidłowego wskazywania prędkości lotu.